# Kossoustausee
Der Kossoustausee (französisch Lac de Kossou) ist der größte See in Côte d'Ivoire (Elfenbeinküste). Er liegt in der Mitte des Landes am Weißen Bandama. Die Talsperre (siehe auch Kraftwerk Kossou) wurde von 1969 bis 1972 bei Kossou nördlich von Yamoussoukro errichtet.

## Beschreibung

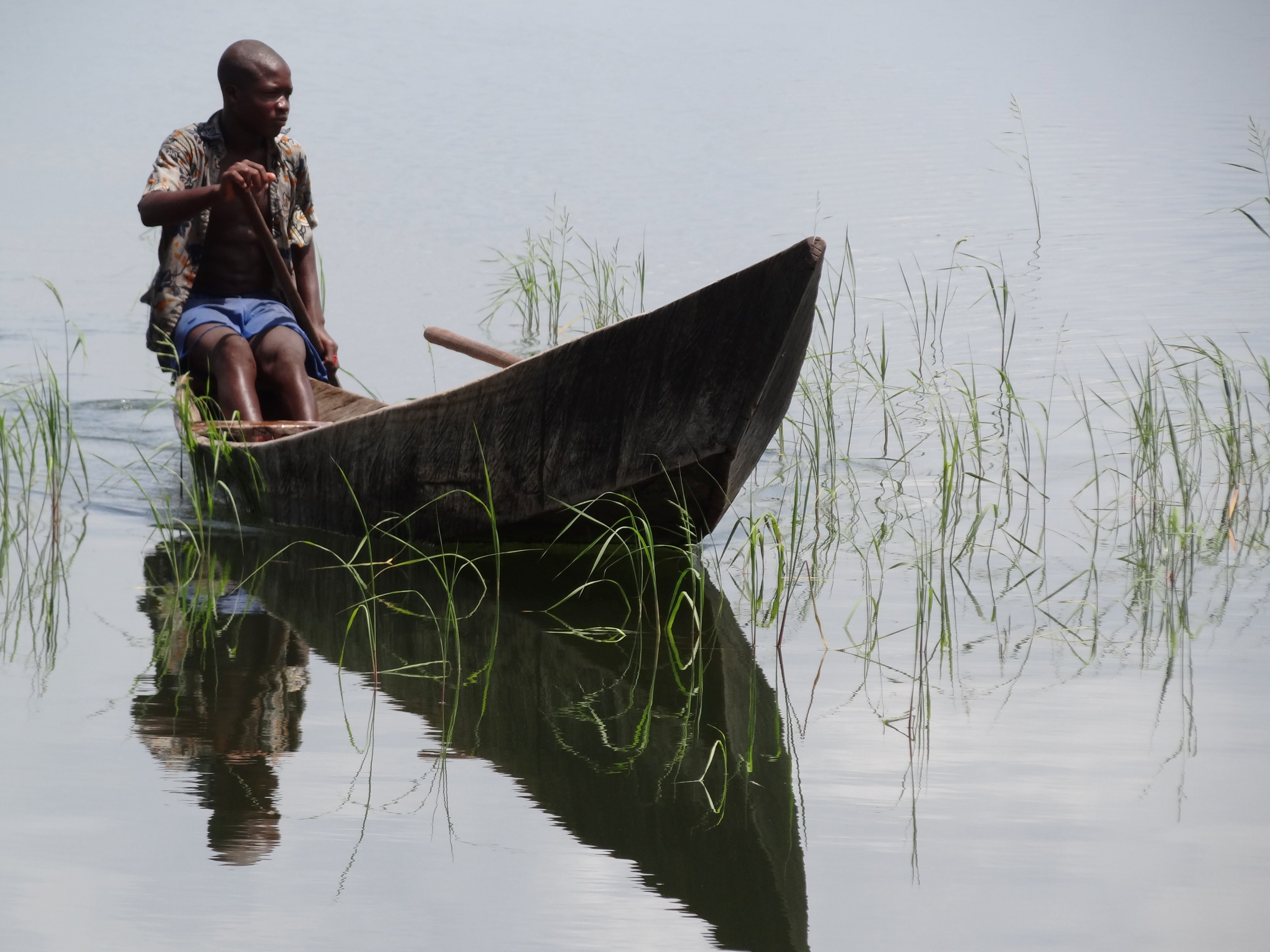
Fischer auf dem Kossoustausee, der außer der Stromgewinnung auch zum Fischfang genutzt wird

Als Absperrbauwerk dient ein Staudamm aus Felsschüttmaterial. Er ist bis zu 58 m hoch, 1500 m lang und hat ein Bauwerksvolumen von 5,2 Millionen m³.
Gestaut werden der Weiße und der Rote Bandama, die sich im Stausee zum Bandama vereinigen. Der Stausee gehört zu den größten der Erde.
Der See ist mehr als dreimal so groß wie der Genfersee, aber er konnte erst 1979 voll eingestaut werden, weil die Regenfälle vorher zu gering waren. Deshalb konnte zunächst auch nicht die volle Leistung bei der Stromerzeugung erzielt werden.
Das Kossou-Projekt war bei weitem das teuerste Wasserkraftwerk der Elfenbeinküste. Für den Stausee wurden etwa 85.000 Bewohner, die Baule, umgesiedelt.
Der Kossoustausee ist der dritte von fünf Stauseen in der Elfenbeinküste. Erbaut wurden in dieser Reihenfolge:
- Ayamé I 1962
- Ayamé II 1965
- Kossou 1969 bis 1972 mit 174 MW
- Kossou II (Taabo) 1975 bis 1979 mit 210 MW
- Buyo 1980 mit 165 MW

Zusammen haben sie eine installierte Leistung von 600 MW.